# Argemone sanguinea
Argemone sanguinea är en vallmoväxtart som beskrevs av Edward Lee Greene. Argemone sanguinea ingår i släktet taggvallmor, och familjen vallmoväxter. Inga underarter finns listade i Catalogue of Life.

## Bildgalleri

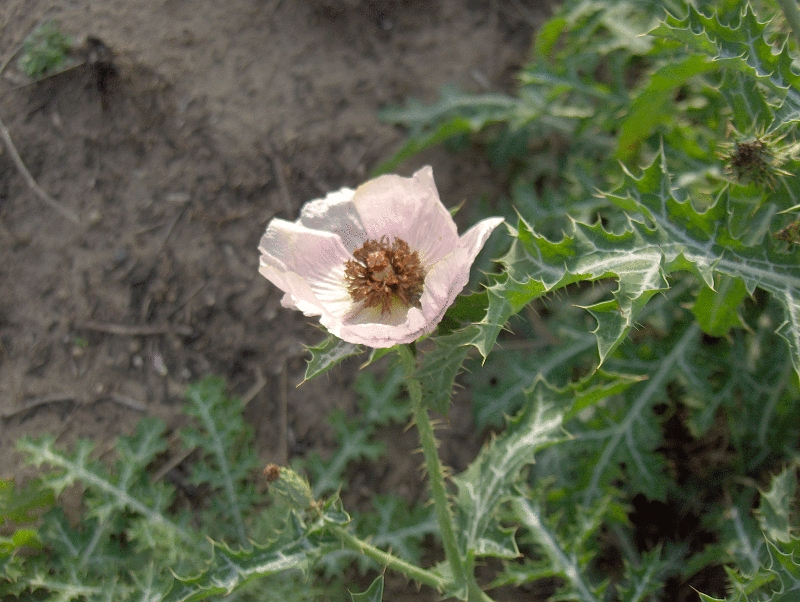